# Duurkenakker
Duurkenakker is een buurtschap in de gemeente Midden-Groningen in de provincie Groningen. De buurt ligt halverwege Muntendam en Meeden, langs en iets ten noorden van de doorgaande weg tussen beide plaatsen. Door de aanleg van het A.G. Wildervanckkanaal en de N33 werd de buurt in tweeën gedeeld.
De naam Duurkenakker komt van de naam Duurke of Diurcke. In 1566 wordt Duirkeweer bij Zuidbroek vermeld, waarmee vermoedelijk Duurkenakker wordt bedoeld. De naam Duurkenakker duikt pas later (onder andere in 1645) in de bronnen op.
De inwoners van Duurkenakker vielen kerkelijk zowel onder Meeden als onder Zuidbroek (later Muntendam).
Duurkenakker had een tijdlang een eigen school (tegenover nr. 17), die genoemd wordt in 1819. De school was sinds 1865 eigendom van de gemeenten Meeden, Muntendam en Veendam, en heeft bestaan tot 1882, toen in Meeden een nieuwe dorpsschool werd gebouwd.